# Marijan Eiletz
Marijan Eiletz (ájlec), slovenski arhitekt, * 8. april 1926, Slovenj Gradec - umrl: 7. januar 2019, Buenos Aires, Argentina.
Marijan Eiletz je po koncu vojne z družino emigriral na avstrijsko Koroško in se od tam 1948 odselil v Buenos Aires, kjer je 1958 doktoriral iz arhitekture. Leta 1964 je ustanovil lasten projektivni biro. Načrtoval je industrijske, zlasti pa cerkvene in šolske zgradbe, med drugim Slomškov dom (1959) in osrednjo cerkev v okviru Slovenske hiše (1971-1974) v Buenos Airesu. V Slovenski kulturni akciji je deloval v likovnem odseku na področju scenografije in opreme knjig ter bil v letih 1992−2002 tudi njen predsednik. Urejal je reviji Meddobje in Glas Slovenske kulturne akcije. Leta 2000 je v Sloveniji izšla njegova knjiga Moje domobranstvo in pregnanstvo.